# Funambulus
Funambulus — рід гризунів родини Sciuridae, єдиний у трибі Funambulini. Він містить такі види:
- Рід Funambulus
  - Підрід Funambulus
    - Funambulus layardi
    - Funambulus palmarum
    - Funambulus sublineatus
    - Funambulus obscurus
    - Funambulus tristriatus

  - Підрід Prasadsciurus
    - Funambulus pennantii

## Морфологічні особливості
Хутро м'яке і, залежно від виду, світло-сіре, коричневе або чорне. По спині проходять три світлі поздовжні смуги. Нижня сторона Funambulus layardi червонувато-коричнева, а в інших видів біла. Довжина голови й тулуба становить приблизно 15 сантиметрів, плюс хвіст приблизно 15 сантиметрів.

## Спосіб життя
Окремі види живуть у різних середовищах існування. Деякі мешкають у вершинах густих тропічних лісів, інші живуть у відкритих чагарниках. Funambulus ведуть денний спосіб життя і харчуються насінням, горіхами, корою, листям і квітами, а іноді й комахами.
Поведінка Funambulus pennantii вивчена дещо краще, ніж поведінка інших видів. Він живе групами приблизно з десяти особин, які живуть на дереві та спілкуються високими криками, схожими на пташині крики. Самці борються за право спаровуватися з самицею. Після наступного 40-денного періоду вагітності народжується від одного до п'яти дитинчат. Вони вирощуються у сферичному гнізді з рослинних волокон.